# 32807 Кваренгі
32807 Кваренгі (32807 Quarenghi) — астероїд головного поясу, відкритий 24 вересня 1990 року.
Тіссеранів параметр щодо Юпітера — 3,572.
Названо на честь Джакомо Кваренгі, відомого архітектора Російської імперії доби класицизму